# Elephantomyia (Elephantomyia) tenuissima
Elephantomyia (Elephantomyia) tenuissima is een tweevleugelige uit de familie steltmuggen (Limoniidae). De soort komt voor in het Neotropisch gebied.